# كاثرين فوربس
كاثرين فوربس (بالإنجليزية: Kathryn Forbes)‏ هي كاتِبة أمريكية، ولدت في 20 مارس 1908 في سان فرانسيسكو في الولايات المتحدة، وتوفي بنفس المكان في 15 مايو 1966.

## وصلات خارجية
- كاثرين فوربس على موقع IMDb (الإنجليزية)
- كاثرين فوربس على موقع قاعدة بيانات برودواي على الإنترنت (الإنجليزية)
- كاثرين فوربس على موقع إن إن دي بي (الإنجليزية)
- كاثرين فوربس على موقع قاعدة بيانات الفيلم (الإنجليزية)